# 茶杯雜誌
《茶杯媒體》（英語：CUP Media）為一香港網絡媒體，現由陶傑所持有的茶杯雜誌出版有限公司營運，在各社交平台及Youtube擁有媒體專頁及頻道。茶杯雜誌轄下有出版部門，經營有書籍出版業務。
2001年5月16日由鄭經翰旗下科網公司36.com創辦，創刊時為周刊，被和黃旗下TOM集團出版事業收購後改為月刊。其經營權於2016年1月1日再度易手予陶傑，同時轉型網媒至今。2024年1月1日起網站及社交平台停止更新，大部分站內專欄亦宣佈停止更新，茶杯暫時沒有對停刊作出宣告。

## 雜誌時期（2001-2015）

紙本時代舊版標誌

《茶杯雜誌》在紙本時期以城市文化為題，提倡品味和知識，讀者群起初以專業及商界人士為主，後來擴展至廣泛的香港中產階級。每期以城市生活為專題故事，特別是有趣味甚至有爭議的題材。雜誌以引入英語世界新思維，為香港讀者帶來國際視野為宗旨，曾經有多位名家在雜誌撰文。《茶杯雜誌》曾經是國泰航空、港龍航空、聯合航空、中華航空等航空公司的貴賓室刊物。
2001年《茶杯雜誌》創刊後由劉細良出任總編輯，同年12月第三度裁員，裁減100人，雜誌同期被TOM集團收購，由周刊轉型為月刊。劉細良獲委任TOM集團香港區總編輯顧問，繼續主理《茶杯雜誌》在內的出版業務。2003年起，陶傑擔任雜誌的顧問總編輯。
《茶杯雜誌》在14年間合共出版166期，以2015年11月為最後一期。同年12月4日，多家香港網媒報道茶杯雜誌出版有限公司員工收到結業通知，旗下月刊《茶杯雜誌》、雙週刊《av magazine 》、《CUPPA》、《Clip》全部停刊，受影響員工約32人，全部以裁員遣散處理。

## 網媒時期（2016-2023）
2016年1月1日《茶杯雜誌》易手予陶傑後，正式轉型為網媒《茶杯媒體》，以「每日十條世界要聞，與你清醒同行」為口號，每天刊登10篇文章。其中七篇由記者或陶傑撰寫，題材有政治、經濟、文化、歷史、科技等；其餘三篇由專欄作家主理，題材由影評、藝評、金融、時尚、運動不等。根據起初計劃，單篇文章字數限於1,500字左右，每天7點41分開始上線。
《茶杯媒體》同時經營有Instagram賬號 （页面存档备份，存于），以分享冷知識及時事新聞內容為主，高峰期追蹤人數為76,000人；旗下經營的YouTube頻道 （页面存档备份，存于），有陶傑主持的文化節目及名人專訪，並拍攝有不同題材的專題故事；旗下播客頻道《*CUPodcast》，內容有書介及人物專訪，分別上載到YouTube、Spotify、SoundOn、iTunes Podcast、Google Podcast等播客平台。
《茶杯媒體》最後更新日期為2023年12月29日，專欄作家相繼向讀者道別，旗下所有頻道亦停止更新，但編輯部未發布停刊公告。根據2024年4月23日《棱角媒體》專訪報道，陶傑證實公司暫停營運，但未有交代原因。

## 外部連結
- CUP 媒體網頁 （页面存档备份，存于）
- 傳媒記事簿 （页面存档备份，存于）
- TOM 集團公布2003年第三季度業績報告
- CUP 媒體 Facebook  （页面存档备份，存于）
- CUP 媒體 Instagram  （页面存档备份，存于）
- CUP 媒體 Youtube  （页面存档备份，存于）
- CUP 媒體 Podcast  （页面存档备份，存于）